# Волувский повет
Волувский повет (пол. Powiat wołowski) — повет (район) в Польше, входит как административная единица в Нижнесилезское воеводство. Центр повета — город Волув. Занимает площадь 675 км². Население — 47 194 человека (на 31 декабря 2015 года).

## Административное деление
- города: Бжег-Дольны, Волув
- городско-сельские гмины: Гмина Бжег-Дольны, Гмина Волув
- сельские гмины: Гмина Виньско

## Демография
Население повета дано на 31 декабря 2015 года.
| Перепись            | Всего  | Мужчины | Женщины |
| ------------------- | ------ | ------- | ------- |
| Всего               | 47 194 | 23 082  | 24 112  |
| Городское население | 24 942 | 11 937  | 13 005  |
| Сельское население  | 22 252 | 11 145  | 11 107  |